# Csergheő Géza
Nemestacskándi Csergheő Géza (Heiligenstadt, 1841. július 26. – Budapest, 1895. november 8.) magyar heraldikus, császári és királyi őrnagy, az új címertani iskola megalapítója Magyarországon. 

## Élete
Csergheő Ferenc császári királyi tanácsos unokája, Csergheő Lőrinc miniszteri osztály-tanácsos és dünkircheni Ebeling Vilma fia. Neve néha előfordul Csergő alakban is.
A gimnázium alsó osztályait a bécsi Theresianumban, a felsőbbeket az akadémiai gimnáziumban végezte. Az 1859-1860. téli félévben az Innsbrucki Egyetemen az osztrák történetet hallgatta. Ekkor hadapród, majd hadnagy lett az osztrák hadseregben és részt vett az 1859. olasz hadjáratban. 1866-ban főhadnaggyá léptették elő és a második olasz hadjáratban is harcolt. 1869-ben a magyar testőrség fölállításakor oda helyezték át, ahol apja, és további felmenői is szolgáltak. 
1871-ben törzstiszti tanfolyamot végzett és 1872-ben saját kérelmére visszahelyezték a Dom Miguel ezredhez. 1874-ben százados lett a magyar honvédségnél. 1875-ben a tiroli hegyi vadászokhoz került, ahol érem-, címertani és régészeti osztályt rendezett be a brixeni szemináriumi múzeumban és megalapította a szfragisztikai kabinetet a vorarlbergi tartományi múzeumban. 1882-ben szolgálaton kívüli császári királyi őrnaggyá nevezték ki és Ungvárra, majd 1888-ban Budapestre költözött. 
1870-ben öt társával alapította a bécsi Adler heraldikai-genealógiai társaságot, melynek választott tagja lett. A bécsi műemléki társulatnak levelező, a vorarlbergi tartományi múzeumnak tiszteletbeli és a magyar heraldikai és genealógiai társaságnak választott tagja volt. 
Szerkesztette a Siebmacher nevű címerkönyv új, 19. század végi kiadásának Magyarországra vonatkozó köteteit, mely 7267 magyar nemes család címerét tartalmazza. Kezdetben Nagy Ivánnal dolgozott együtt, de kettejük elvi nézeteltérése miatt ő hamarosan kilépett a szerkesztésből. A munka pótkötetét Csoma Józseffel együtt szerkesztette.
Családtörténeti gyűjteményét a Magyar Nemzeti Múzeumnak ajándékozta.

## Művei
- J. Siebmachers grosses allgemeines Wappenbuch. Ungarischer Adel. Nach Original – Quellen bearbeitet. Nürnberg, 1885-91. (Eddig 25 füzet.) A munkának ezen magyar részét, mely hétezernél több czímert fog tartalmazni (egy füzetben 216 czímer van), előbb Nagy Ivánnal együtt, 1887-tól fogva a 8. füzettel maga irja.
- Neue Siebmacher. Der Ungarische Adel. Nürnberg, 1885-1892.
- Magyar czímereskönyv a XVII. századból. Turul, 3, 1885. 41-44.
- A sphragistika az országos kiállításon. Turul, 4, 1886. 39-41.
- Die erloschenen freiherrlichen linien des Hauses Jurišič. Budapest, 1887
- Heraldikai és sphragisztikai adalékok a „Harminczhat-pecsétes oklevél 1511-ből” czimü értekezéshez. Turul, 5, 1887. 130-140.
- A valódi Buzlay czímer. Turul, 6, 1888. 41-42.
- Néhány XV. századi czímerlevél. Turul, 6, 1888. 136-140.
- Magyar sírkövek. Telegdy István sírköve. Turul, 7, 1889. 34-36.
- Alte Grabdenkmäler aus Ungarn. Bp. 1890. (Csoma Józseffel együtt)
- Az Apaffyak, Rhédeyek és Wesselényiek legrégibb ismert czímerei. Turul, 8, 1890. 83-86.
- A Gutkeled nemzetség czímere. Turul, 9, 1891. 9-15.